# 세바틱섬
세바틱섬(말레이어·인도네시아어: Pulau Sebatik)은 보르네오섬 동부 연안에 위치한 섬으로 전체 면적은 약 452.2km2이다. 섬 북반부는 말레이시아 사바주에 속하며 남반부는 인도네시아 칼리만탄티무르주에 속한다. 말레이시아령 인구는 약 25,000명, 인도네시아령 인구는 약 80,000명으로 추산된다. 1963년 인도네시아와 말레이시아 양국 간의 군사 충돌 당시에 인도네시아와 말레이시아 군대 간의 대규모 교전이 벌어진 장소 가운데 한 곳이다.

## 같이 보기
- 국경으로 나뉜 섬 목록